# 9 août dans les chemins de fer
Cette page concerne les événements qui se sont déroulés un 9 août dans les chemins de fer.

## Événements

### XIXesiècle
- 1844. Royaume-Uni : La loi de régulation du transport ferroviaire oblige chaque compagnie à assurer sur chacune de leurs lignes au moins un train de voyageurs par jour et par sens desservant tous les arrêts. Le prix maximum applicable par ces compagnies est fixé à un penny par mille (1,6 km) et par voyageur, et les voitures voyageurs doivent obligatoirement contenir des sièges et pouvoir protéger les voyageurs des intempéries.